# Alois Kratzer
Alois Kratzer (* 27. Mai 1907 in Hausham; † 11. September 1990 in Wallbergmoos-Alm, Kreuth) war ein deutscher Skispringer.
Bei der Nordischen Skiweltmeisterschaft 1929 in Zakopane sprang der für den SC Rottach-Egern startende Kratzer von der Normalschanze auf den 4. Platz und verpasste so nur knapp die Medaillenränge. Bei den Olympischen Winterspielen 1928 in St. Moritz erreichte er von der Normalschanze den 19. Platz. Bei der Nordischen Skiweltmeisterschaft 1938 in Lahti sprang Kratzer von der Normalschanze mit Sprüngen auf 56,5 und 54,5 m auf den 41. Platz.